# Melanoscia ceto
Melanoscia ceto är en fjärilsart som beskrevs av Druce 1893. Melanoscia ceto ingår i släktet Melanoscia och familjen mätare. Inga underarter finns listade i Catalogue of Life.